# Manni (departamento)
Manni es un departamento de la provincia de Gnagna, en la región Este, Burkina Faso. A 1 de julio de 2018 tenía una población estimada de 95 976 habitantes.
Se encuentra ubicado en el noroeste de la provincia. Su chef-lieu es Manni.

## Localidades
Comprende 50 localidades:
- Balemba
- Bangaye
- Bantouankpéba
- Barhiaga
- Bombonyenga
- Boudangou
- Boulyendé
- Boungou-Folgou
- Boungou-Natimsa
- Bourgou
- Dabesma
- Dakiri
- Dassari
- Dayédé
- Gongorgou
- Gori
- Kamissi
- Kankantchiaga
- Karamama
- Koadaba
- Komboassi
- Komona
- Koulfo
- Kouriga
- Lahama
- Lampiadi
- Lanyabidi
- Liougou
- Lipaka
- Loagré
- Madori
- Malioma
- Manni (chef-lieu)
- Margou
- Mopienga
- Nagbingou
- Nakouri
- Obadé
- Obdaga
- Pognamadéni
- Pougdiari
- Samboandi
- Siédougou
- Tambidi
- Tambifoagou
- Toabré
- Tomonga
- Turmaye
- Yarba
- Yarba-Lampiadi